# Оскар Гонсалес
Оскар Гонсалес (на испански: Óscar González) е уругвайски пилот от Формула 1, роден на 10 ноември 1923 година в Монтевидео, Уругвай.

## Формула 1
Оскар Гонсалес дебютира във Формула 1 през 1956 г. в Голямата награда на Аржентина, в световния шампионат на Формула 1 записва 1 участие, като не успява да спечели точки. Състезава се с частен Мазерати.